# 乙酸薄荷酯
乙酸薄荷酯，别名醋酸薄荷酯。

## 性质
有带玫瑰香的薄荷油香味的无色透明液体。毒性轻微。

## 制备
由薄荷醇与乙酸或乙酐进行酯化，再经中和、洗涤和分馏精制而得。反应式略，见相应化合物结构式。

## 用途
用于牙膏生产、食用香精的配制。